# Nefita
Os nefitas (de Néfi), segundo o Livro de Mórmon, foram um povo antigo vindo de Jerusalém antes do nascimento de Jesus Cristo. Conforme a teologia de A Igreja de Jesus Cristo dos Santos dos Últimos Dias, esse povo se estabeleceu na América, e após um tempo foi dividido entre duas tribos, nefitas e lamanitas. De acordo com o Livro de Mórmon, um ameríndio chamado Mórmon que pertencia à tribo nefita registrou a história de sua época e resumiu o que havia sido escrito pelos profetas antes dele em placas de latão no que hoje é chamado de o Livro de Mórmon. Depois dele, seu filho, Morôni, também escreveu no livro, do qual foi o último cuidador e escrevente, e é também Morôni quem supostamente apresenta a localização das escrituras a Joseph Smith Jr.

## História
Segundo a narrativa contida no Livro de Mórmon, uma família de Israel saiu de sua terra natal (Jerusalém) por revelação de Deus. Deus ordenou que Néfi e seus irmãos construíssem um navio e atravessassem as grandes águas, pois Deus havia preparado uma "terra de promissão" separada de todas as outras. Foram guiados por uma bússola (conhecida como Liahona) baseada na fé exercida em Deus, chegando, então, ao Continente Americano.
A família era constituída por seis membros, e posteriormente o Livro de Mórmon relata que essa família, via inspiração divina, se encontrou (ainda em Israel) com outra família (além de outro homem que era servo de um líder em Israel).
Após a morte de Leí, houve disputas entre seus filhos (Lamã, Lemuel, Sam e Néfi) pela liderança do grupo. Lamã e Lemuel se rebelaram contra Néfi, pois anteriormente Deus havia posto Néfi como governante do povo. Por orgulho, formaram seu próprio povo.< Segundo o livro, os "lamanitas" (povo de Lamã e Lemuel) sempre disputaram contra os "nefitas" (povo de Néfi e Sam).
Deus sempre favoreceu os nefitas por eles sempre guardarem Seus mandamentos. Quando os nefitas tornaram-se orgulhosos por causa da grande riqueza lhes dada, Deus os castigou por meio dos lamanitas. Eles tiveram disputas e os lamanitas (pele escura dada como sinal, para distinguirem-se dos nefitas) venceram os nefitas (pele clara) e tornaram-se um povo obstinado e cruel. Desde então, continuaram a povoar as Américas.
Os nefitas deixaram seu relato escrito (O Livro de Mórmon) que foi supostamente descoberto e traduzido por Joseph Smith Jr., que também "traduziu" importantes relatos egípcios em meados de 1832. O Livro de Mórmon também cita as características dos lamanitas, que segundo os mórmons hoje são os nativos americanos.

## Evidências científicas
Não existem evidências científicas que comprovem a existência desse ou de outros povos americanos contidos no Livro de Mórmon. Os santos dos últimos dias defendem que as principais referências a este povo são povos conhecidos cientificamente como maias, incas e astecas, mas tais correlações não são aceitas pela academia.